# Enzo Ferrari
Enzo Anselmo Giuseppe Maria Ferrari Cavaliere di Gran Croce OMRI (tiếng Ý: [ˈɛntso anˈsɛlmo ferˈraːri] ; 20 tháng 2 năm 1898  – 14 tháng 8 năm 1988) là một tay đua và doanh nhân người Ý, kiêm người sáng lập đội đua mô tô Scuderia Ferrari Grand Prix và sau đó là thương hiệu xe hơi Ferrari. Ông được biết đến rộng rãi với biệt danh Il Commendatore hay Il Drake . Trong những năm cuối đời, ông thường được gọi là L'Ingegnere ("Kỹ sư") hoặc Il Grande Vecchio ("Ông lớn").
Năm 2003, Ferrari ra mắt mẫu xe thể thao Enzo Ferrari đặt theo tên của ông nhằm vinh danh chủ tịch đầu tiên của hãng xe.

## Thành tích đua xe
| Năm  | Grand Prix    | Địa điểm | Chủng loại xe    |
| ---- | ------------- | -------- | ---------------- |
| 1923 | Savio Circuit | Ravenna  | Alfa Romeo RL TF |
| 1924 | Savio Circuit | Ravenna  | Alfa Romeo RL SS |
| 1924 | Savio Circuit | polesine | Alfa Romeo RL SS |
| 1924 | Coppa Acerbo  | Pescara  | Alfa Romeo RL TF |